# Holényi Imre
Holényi Imre (Balatonfüred, 1926. január 15. – 2020. július 17.) magyar vitorlázó, vegyészmérnök.

## Sportolói pályafutása
A NIKE Fűzfői AK sportolójaként vett részt 1960-ban a római olimpián. Molnár Albinnal párosban, a Balaton nevű hajóval a repülő hollandi versenyeken vett részt és a 13. helyen végzett. Vitorlázó pályafutása során több hajóosztályban versenyzett, kalózzal kettő (1952, 1955), csillaghajóval szintén kettő, repülő hollandival egy országos bajnokságot nyert, emellett kalóz kategóriában kettő alkalommal országos második (1950, 1956) egy alkalommal országos harmadik helyezett (1949). 1953-tól 1960-ig volt a magyar válogatott keret tagja.

## Pályafutása sportolói visszavonulását követően
A veszprémi Lovassy László Gimnáziumban érettségizett 1944-ben, ezt követően öt félévet hallgatott a Semmelweis Orvostudományi Egyetemen, majd a Veszprémi Vegyipari Egyetemen tanult, ahol 1968-ban vegyészmérnöki oklevelet szerzett. Közben a NIKE Fűzfői Nitrokémia Vállalatnál üzemvezetőként, főmérnökként dolgozott. Ő irányította az üzemet a leghosszabb ideig robbanás nélkül, emiatt a Svédországból több megkeresést is kapott, 1968-ban sikeresen disszidált a szocialista diktatórikus berendezkedésű Magyarországról a nyugati országba, és Göteborgban, a Dynamit Nobel AG cégnél dolgozott nyugdíjazásáig. Nyugdíjas éveire feleségével Spanyolországban telepedett le.